# Deinopis unicolor
Deinopis unicolor là một loài nhện trong họ Deinopidae.
Loài này thuộc chi Deinopis. Deinopis unicolor được miêu tả năm 1879 bởi Ludwig Carl Christian Koch.